# Kết quả chi tiết giải bóng đá nữ vô địch quốc gia 2009
Kết quả chi tiết giải bóng đá nữ vô địch quốc gia 2009 (tên chính thức là Giải bóng đá nữ vô địch quốc gia - Cúp Austdoor 2009 vì lý do tài trợ) là kết quả chi tiết giải đấu bóng đá lần thứ 12 của Giải vô địch bóng đá nữ Việt Nam do VFF tổ chức và Công ty cửa Austdoor tài trợ. Đây là lần thứ 4 giải bóng đá nữ Vô địch Quốc gia nhận được sự quan tâm ủng hộ của các doanh nghiệp. Lần đầu tiên vào mùa giải 2003 với nhà tài trợ Kotex, lần thứ hai vào năm 2005 với nhà tài trợ đó là Agribank, lần thứ ba vào năm 2006 với sự hợp tác của Công ty Cổ Phần tập đoàn Việt Á-VAPower và lần này là Công ty cửa AUSTDOOR.

## Bảng xếp hạng

### Bảng tổng sắp
| TT | Đội                   | Trận | Thắng | Hòa | Thua | BT | BB | Điểm |
| 1  | Hà Nội                | 10   | 7     | 2   | 1    | 14 | 6  | 23   |
| 2  | TKS Việt Nam          | 10   | 6     | 4   | 0    | 16 | 1  | 22   |
| 3  | Hoà Hợp Hà Nội        | 10   | 4     | 2   | 4    | 13 | 8  | 14   |
| 4  | Tp.Hồ Chí Minh        | 10   | 2     | 4   | 4    | 8  | 11 | 10   |
| 5  | Phong Phú Hà Nam      | 10   | 2     | 3   | 5    | 6  | 13 | 9    |
| 6  | Gang Thép Thái Nguyên | 10   | 1     | 1   | 8    | 4  | 22 | 4    |

## Kết quả chi tiết
Theo kế hoạch, Giải bóng đá nữ Vô địch Quốc gia - AUSTDOOR Cup 2009 sẽ khai mạc vào ngày 24 tháng 3 năm 2009 với sự tham dự của 6 đội bóng gồm: Hà Nội, Hòa Hợp Hà Nội, Thành phố Hồ Chí Minh, Phong Phú Hà Nam, Gang Thép Thái Nguyên và Than Khoáng sản Việt Nam. Giải diễn ra theo thể thức vòng tròn 2 lượt tính điểm xếp hạng. Lượt đi diễn ra tại tại Sân vận động Thái Nguyên thuộc Thái Nguyên và lượt về tổ chức tại Sân vận động Hà Đông ở Hà Nội.

### Vòng 1
| Gang Thép Thái Nguyên                             | 0–0      | Thành phố Hồ Chí Minh    |
| ------------------------------------------------- | -------- | ------------------------ |
| Hoàng Minh Thu (14) 55' · Dương Thị Danh (20) 62' | Chi tiết | Lê Thị Thúy Loan (2) 66' |

| Phong Phú Hà Nam             | 0–2      | Than Khoáng Sản Việt Nam                          |
| ---------------------------- | -------- | ------------------------------------------------- |
| Trần Thị Hồng Nhung (23) 62' | Chi tiết | Bùi Thị Tuyết (2) 11', 63' · Lưu Thị Mai (20) 33' |

| Hà Nội                                         | 1–0      | Hòa Hợp Hà Nội      |
| ---------------------------------------------- | -------- | ------------------- |
| Từ Thị Phụ (6) 43' · Nguyễn Thị Xuyến (11) 24' | Chi tiết | Bùi Thúy An (5) 85' |

### Vòng 2
| Phong Phú Hà Nam            | 0–1      | Gang Thép Thái Nguyên                                |
| --------------------------- | -------- | ---------------------------------------------------- |
| Lê Thu Thanh Hương (15) 60' | Chi tiết | Nguyễn Hải Hoà (2) 65' · Nguyễn Hương Giang (19) 85' |

| Hà Nội | 1–0      | Thành phố Hồ Chí Minh                                  |
| --- | -------- | ------------------------------------------------------ |
| Đỗ Thị Ngọc Châm (8) 58' · Nguyễn Thị Chang (17) 29' · Từ Thị Phụ (6) 35' · Vũ Thị Huyền Linh (7) 42' · Nguyễn Thị Thuỳ Dương (1) 88' | Chi tiết | Phan Lê Ái Duyên (21) 44' · Võ Thị Thuỳ Trinh (20) 57' |

| Than Khoáng Sản Việt Nam                            | 1–0      | Hòa Hợp Hà Nội                                               |
| --------------------------------------------------- | -------- | ------------------------------------------------------------ |
| Nguyễn Thị Hạnh (13) 16' · Lê Thị Hoài Thu (11) 71' | Chi tiết | Nguyễn Thị Minh Nguyệt (9) 39' · Nguyễn Thị Thành (11) 90+3' |

### Vòng 3
| Gang Thép Thái Nguyên | 0–1      | Hà Nội                                                                           |
| --------------------- | -------- | -------------------------------------------------------------------------------- |
|                       | Chi tiết | Đỗ Thị Ngọc Châm (8) 67' · Nguyễn Thị Chang (17) 44' · Nguyễn Thị Xuyến (11) 65' |

| Thành phố Hồ Chí Minh    | 0–0      | Than Khoáng Sản Việt Nam                                  |
| ------------------------ | -------- | --------------------------------------------------------- |
| Lê Thị Thuý Loan (2) 71' | Chi tiết | Nguyễn Thị Huyền Diệu (6) 71' · Nguyễn Thanh Hảo (30) 71' |

| Hòa Hợp Hà Nội                                                                    | 3–0      | Phong Phú Hà Nam |
| --------------------------------------------------------------------------------- | -------- | ---------------- |
| Nguyễn Thị Minh Nguyệt (9) 54' · Nguyễn Thị Muôn (7) 61' · Lê Thị Oanh (15) 90+2' | Chi tiết |                  |

### Vòng 4
| Than Khoáng Sản Việt Nam                         | 2–0      | Hà Nội                     |
| ------------------------------------------------ | -------- | -------------------------- |
| Nguyễn Mai Lan (7) 7' · Nguyễn Thị Hạnh (13) 30' | Chi tiết | Bùi Thị Tuyết Mai (10) 67' |

| Phong Phú Hà Nam | 0–1      | Thành phố Hồ Chí Minh                                   |
| ---------------- | -------- | ------------------------------------------------------- |
|                  | Chi tiết | Trần Thị Hồng Lĩnh (6) 49' · Trần Thị Hồng Lĩnh (6) 44' |

| Hòa Hợp Hà Nội                                                           | 1–0      | Gang Thép Thái Nguyên  |
| ------------------------------------------------------------------------ | -------- | ---------------------- |
| Nguyễn Thị Đăng (10) 13' · Nguyễn Thị Muôn (7) 7' · Đào Thị Miện (8) 30' | Chi tiết | Nguyễn Hải Hoà (2) 16' |

### Vòng 5
| Hà Nội                                                                     | 4–1      | Phong Phú Hà Nam                                                                                        |
| -------------------------------------------------------------------------- | -------- | --- |
| Từ Thị Phụ (6) 9' · Bùi Tuyết Mai (10) 41', 58' · Đỗ Thị Ngọc Châm (8) 66' | Chi tiết | Văn Thị Thanh (7) 90' · Đỗ Thị Hải Anh (9) 13' · Nguyễn Thị Khánh Thu (20) 55' · Bùi Thị Như (12) 90+1' |

| Thành phố Hồ Chí Minh                                                           | 1–1      | Hòa Hợp Hà Nội       |
| ------------------------------------------------------------------------------- | -------- | -------------------- |
| Cà Thị Bích Phượng (23) 75' · Lê Thị Loan (2) 30' · Cà Thị Bích Phượng (23) 80' | Chi tiết | Lê Thị Oanh (15) 50' |

| Gang Thép Thái Nguyên | 0–2      | Than Khoáng Sản Việt Nam                     |
| --------------------- | -------- | -------------------------------------------- |
|                       | Chi tiết | Lê Hoài Thu (11) 60' · Lê Thị Phương (9) 73' |

### Vòng 6
| Hà Nội                                                                                                | 3–1      | Hòa Hợp Hà Nội          |
| --- | -------- | ----------------------- |
| Từ Thị Phụ (6) 45' · Đỗ Thị Ngọc Châm (8) 68' · Vũ Thị Huyền Linh (7) 70' · Nguyễn Thị Xuyến (11) 38' | Chi tiết | Nguyễn Thị Muôn (7) 20' |

| Phong Phú Hà Nam                                        | 3–1      | Gang Thép Thái Nguyên                               |
| ------------------------------------------------------- | -------- | --------------------------------------------------- |
| Văn Thị Thanh (7) 31' · Nguyễn Thị Nguyệt (22) 41', 87' | Chi tiết | Bùi Thị Thu Trang (11) 76' · Đinh Thị Thúy (12) 30' |

| Than Khoáng Sản Việt Nam                   | 2–0      | Thành phố Hồ Chí Minh |
| ------------------------------------------ | -------- | --------------------- |
| Lê Thị Thương (9) 8' · Lê Thị Hiền (8) 14' | Chi tiết | Trần Kim Hồng (7) 36' |

### Vòng 7
| Hòa Hợp Hà Nội                                                                        | 4–1      | Gang Thép Thái Nguyên  |
| ------------------------------------------------------------------------------------- | -------- | ---------------------- |
| Nguyễn Thị Đăng (10) 51' · Lê Thị Oanh (15) 54', 90' · Nguyễn Thị Minh Nguyệt (9) 77' | Chi tiết | Đinh Thị Thúy (12) 22' |

| Hà Nội | 2–1      | Thành phố Hồ Chí Minh                               |
| --- | -------- | --------------------------------------------------- |
| Đỗ Thị Ngọc Châm (8) 10', 34' · Đỗ Thị Ngọc Châm (8) 45+1' · Nguyễn Thị Ngọc Anh (15) 56' · Bùi Thị Tuyết Mai (10) 61' | Chi tiết | Lê Thị Thúy Loan (2) 37' · Lê Thị Thúy Loan (2) 41' |

| Than Khoáng Sản Việt Nam | 0–0      | Phong Phú Hà Nam      |
| ------------------------ | -------- | --------------------- |
| Nguyễn Thị Hạnh (13) 51' | Chi tiết | Trần Thị Huế (19) 62' |

### Vòng 8
| Hòa Hợp Hà Nội                                                                                       | 3–0      | Thành phố Hồ Chí Minh |
| --- | -------- | --------------------- |
| Nguyễn Thị Đăng (10) 33' · Lê Thị Oanh (15) 38' · Nguyễn Thị Muôn (7) 86' · Nguyễn Thị Đăng (10) 61' | Chi tiết | Ngô Thị Hạnh (16) 83' |

| Phong Phú Hà Nam | 0–0      | Hà Nội                      |
| ---------------- | -------- | --------------------------- |
|                  | Chi tiết | Nguyễn Thị Chang (17) 90+2' |

| Gang Thép Thái Nguyên                                    | 0–6      | Than Khoáng Sản Việt Nam                                                            |
| -------------------------------------------------------- | -------- | ----------------------------------------------------------------------------------- |
| Đinh Thị Thúy (12) 17' · Nguyễn Thị Hương Giang (19) 58' | Chi tiết | Lê Thị Hoài Thu (11) 6', 30', 48' · Lưu Thị Mai (20) 43' · Lê Thị Hiền (8) 63', 86' |

### Vòng 9
| Thành phố Hồ Chí Minh                                | 1–1      | Phong Phú Hà Nam                               |
| ---------------------------------------------------- | -------- | ---------------------------------------------- |
| Văn Thị Thanh (7) 90' · Trần Thị Hồng Nhung (23) 60' | Chi tiết | Lê Thị Vui (15) 1' · Phan Lệ Ái Duyên (21) 61' |

| Hà Nội             | 1–0      | Gang Thép Thái Nguyên                              |
| ------------------ | -------- | -------------------------------------------------- |
| Từ Thị Phụ (6) 15' | Chi tiết | Nông Thị Thủy (4) 37' · Trần Mai Tuyền (6) 55' 85' |

| Hòa Hợp Hà Nội | 0–0      | Than Khoáng Sản Việt Nam |
| -------------- | -------- | ------------------------ |
|                | Chi tiết | Đặng Thị Lý (19) 51'     |

### Vòng 10
| Gang Thép Thái Nguyên                            | 1–3      | Thành phố Hồ Chí Minh                                                   |
| ------------------------------------------------ | -------- | ----------------------------------------------------------------------- |
| Nguyễn Hải Hòa (2) 41' · Hoàng Thị Thơm (18) 15' | Chi tiết | Ngô Thị Hạnh (16) 15' · Trần Thị Kim Hồng (7) 26' · Lê Thị Vui (15) 57' |

| Phong Phú Hà Nam      | 1–0      | Hòa Hợp Hà Nội |
| --------------------- | -------- | -------------- |
| Trần Thị Huế (19) 11' | Chi tiết |                |

| Than Khoáng Sản Việt Nam | 1–1      | Hà Nội                                                                                |
| ------------------------ | -------- | ------------------------------------------------------------------------------------- |
| Lê Thị Hoài Thu (11) 6'  | Chi tiết | Đỗ Thị Ngọc Châm (8) 76' · Nguyễn Thị Ngọc Anh (15) 51' · Vũ Thị Huyền Linh (7) 90+2' |

## Kết quả tổng hợp
- Đội vô địch:Hà Nội
- Đội hạng nhì:Than Khoáng Sản Việt Nam
- Đội thứ ba:Hoà Hợp Hà Nội
- Giải phong cách:Phong Phú Hà Nam
- Cầu thủ xuất sắc nhất: Đào Thị Miện (8-Hoà Hợp Hà Nội)
- Cầu thủ ghi nhiều bàn thắng nhất:Đỗ Thị Ngọc Châm (8-Hà Nội) với 7 bàn thắng.
- Thủ môn xuất sắc nhất: Nguyễn Thanh Hảo (30-Than Khoáng Sản Việt Nam)